# Celebothemis
Celebothemis is een geslacht van libellen (Odonata) uit de familie van de korenbouten (Libellulidae).

## Soorten
Celebothemis omvat 1 soort:
- Celebothemis delecollei Ris, 1912